# Aerossolização
Aerossolização é a dispersão no ar de um material líquido ou solução. Geralmente por razões terapêuticas (spray) e intencionais ou como inevitável e não intencional de um dispositivo de irrigação.